# Tangón

Principales partes de una embarcación de vela.
1 - vela mayor 2 - foque 3 - spinnaker 4 - casco 5 - quilla (en la imagen, una orza) 6 - timón 7 - skeg o alerón 8 - mástil 9 - cruceta 10 - obenque 11 - escota de mayor 12 - botavara 13 - mástil 14 - tangón 15 - backstay 16 - estay de proa 17 - contra

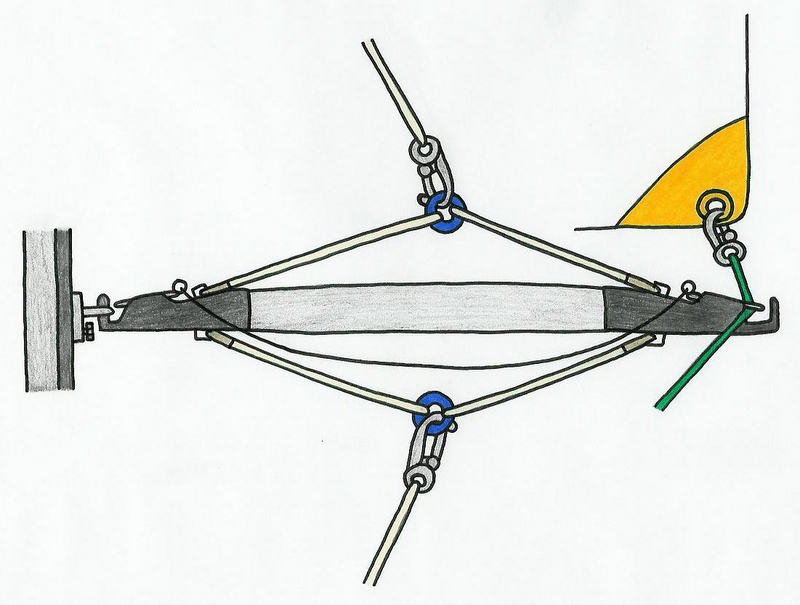
Tangón

En un barco, se llama tangón al botalón rastrero que desde el costado o desde la mesa de guarnición de proa sale paralelamente a la verga de trinquete.
Hay un tangón en cada banda enganchado a un cáncamo por un pinzote que tiene en la coz y sujeto por dos vientos y un amantillo encapillados en su peñol. En la mar se amura la rastrera en su extremidad de fuera y en puerto se amarran las embarcaciones menores en las coronas que se hacen firmes en él de trecho en trecho.
Actualmente, en embarcaciones menores, es la percha que se utiliza para abrir la vela de proa en vientos portantes.